# Seeligerit
Seeligerit ist ein sehr selten vorkommendes Mineral aus der Mineralklasse der „Oxide und Hydroxide“ (ehemals Halogenide) mit der chemischen Zusammensetzung Pb3Cl3O(IO3) und ist damit chemisch gesehen ein Blei-Chlor-Iodat.
Seeligerit kristallisiert im orthorhombischen Kristallsystem und entwickelt meist pseudotetragonale, quadratische Kristallplättchen von hellgelber Farbe mit wachs- bis glasähnlichem Glanz auf den Oberflächen. 

## Etymologie und Geschichte
Erstmals entdeckt wurde Seeligerit in der Grube Santa Ana im Bergbaugebiet Caracoles (Distrikt Sierra Gorda) in der chilenischen Región de Antofagasta. Beschrieben wurde das Mineral 1971 durch Arno Mücke (* 1937), der es nach Erich Seeliger, Professor der Mineralogie an der Technischen Universität Berlin, benannte.

## Klassifikation
In der veralteten 8. Auflage der Mineralsystematik nach Strunz war der Seeligerit noch nicht aufgeführt.
In der zuletzt 2018 überarbeiteten Lapis-Systematik nach Stefan Weiß, die formal auf der alten Systematik von Karl Hugo Strunz in der 8. Auflage basiert, erhielt das Mineral die System- und Mineralnummer III/D.10-003. Dies entspricht der Klasse der „Halogenide“ und dort der Abteilung „Oxihalogenide“, wo Seeligerit zusammen mit Asisit, Blixit, Chubutit (D), Damarait, Ekdemit, Heliophyllit (D), Hereroit, Kombatit, Mendipit, Mereheadit, Nadorit, Parkinsonit, Penfieldit, Perit, Philolithit, Pinalit, Rickturnerit, Rumseyit, Sahlinit, Schwartzembergit, Sundiusit, Symesit, Telluroperit, Thorikosit, Vladkrivovichevit und Yeomanit eine unbenannte Gruppe mit der Systemnummer III/D.10 bildet.
Die von der International Mineralogical Association (IMA) zuletzt 2009 aktualisierte 9. Auflage der Strunz’schen Mineralsystematik ordnet den Seeligerit in die Klasse der „Oxide (Hydroxide, V[5,6]-Vanadate, Arsenite, Antimonite, Bismutite, Sulfite, Selenite, Tellurite, Iodate)“ und dort in die Abteilung „Iodate“ ein. Hier ist das Mineral in der Unterabteilung „Iodate mit zusätzlichen Anionen; ohne H2O“ zu finden, wo es als einziges Mitglied eine unbenannte Gruppe mit der Systemnummer 4.KB.15 bildet.
In der vorwiegend im englischen Sprachraum gebräuchlichen Systematik der Minerale nach Dana hat Seeligerit die System- und Mineralnummer 22.01.02.01. Das entspricht der Klasse der „Carbonate, Nitrate und Borate“ und dort der Abteilung „Iodate - Hydroxyle oder Halogene“. Hier findet er sich innerhalb der Unterabteilung „Iodate - Hydroxyle oder Halogene mit verschiedenen Formeln“ als einziges Mitglied in einer unbenannten Gruppe mit der Systemnummer 22.01.02.

## Kristallstruktur
Seeligerit kristallisiert orthorhombisch in der Raumgruppe C2221 (Raumgruppen-Nr. 20) mit den Gitterparametern a = 7,96 Å; b = 7,96 Å und c = 27,29 Å sowie 8 Formeleinheiten pro Elementarzelle.

## Bildung und Fundorte

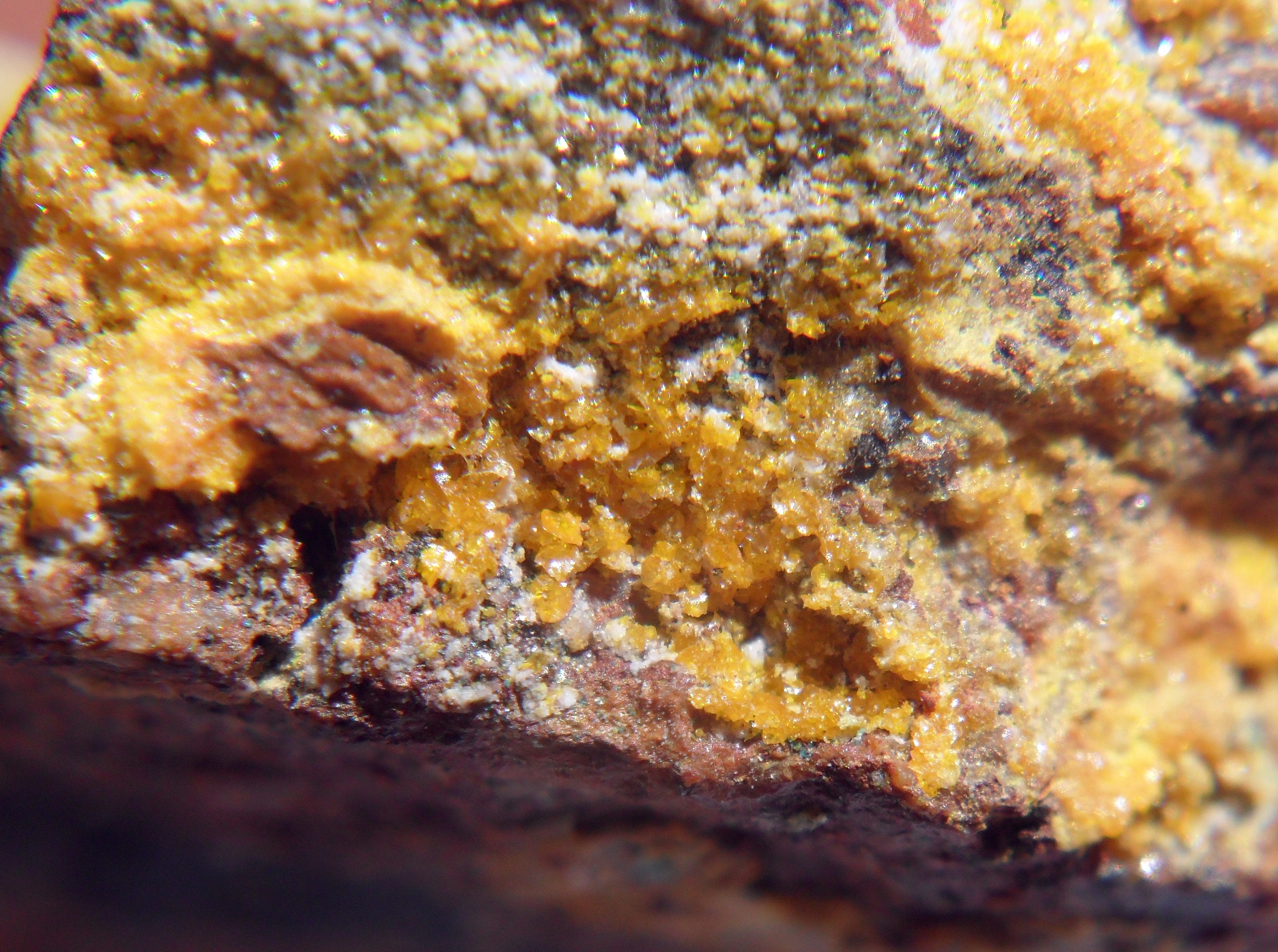
Seeligerit-Kristalle aus Caracoles, Provinz Tocopilla, Región de Antofagasta, Chile (Bildbreite 55 mm)

Seeligerit bildet sich sekundär in der Oxidationszone von hydrothermalen, polymetallischen Lagerstätten. Als Begleitminerale treten unter anderem Boleit, Paralaurionit (auch Rafaelit) und Schwartzembergit auf.
Bisher konnte Seeligert ausschließlich in Chile gefunden werden. Neben seiner Typlokalität, der Grube Santa Ana und weiteren Gruben im Bergbaugebiet um Caracoles und Magallanes in der Región de Antofagasta kennt man das Mineral noch aus der Grube Lolon bei Challacollo in der Provinz Tamarugal (Región de Tarapacá).